# الصفعة العثمانية
الصفعة العثمانية هي إحدى التقنيات العسكرية القديمة للدفاع عن النفس ،ومن اسمها هي تقنية كان يتدرب عليها الجيش العثماني بعد وقوع سلاح الفرد في المعركة، وهذه الصفعة تؤدي إلى الموت المباشر، ويتم التدريب على الرخام لزيادة قوة راحة اليد
أول من قام بتلك الصفعة الصدر الأعظم العثماني حافظ باشا (1564 - 1631م) في عهد الخليفة مراد الرابع.